# Turmhügel Schlosshügel (Helfenroth)
Der Turmhügel Schlosshügel ist der Rest der abgegangenen mittelalterlichen Turmhügelburg (Motte) Helfenroth. Er befindet sich etwa 270 Meter südlich von Helfenroth, einem Ortsteil des Marktes Rattelsdorf im Landkreis Bamberg in Bayern, Deutschland. Von der kleinen Burg Helfenroth haben sich nur ein verflachter, ansonsten gut erhaltener Turmhügel und ein Grabenrest in einem Wiesengelände erhalten. Die Stelle ist als Bodendenkmal Nummer D-4-5931-0034: „Station des Altpaläolithikums und mittelalterlicher Turmhügel“ geschützt.

## Geschichte
Die erste urkundliche Erwähnung der Burg Helfenroth erfolgte, als „Heinricus de Sletine“ das „castrum Helfenrode“ dem Kloster Michelsberg übertrug und es anschließend als Lehen zurückerhielt. Die späteren Besitzer waren die hochadeligen Herren von Giech, denen die Burg vor dem Jahr 1340 gehörte. 1340 wurde die Burg Helfenroth wieder dem Kloster Michelsberg übereignet und 1378 an dieses veräußert. Bis spätestens 1381 wurde der Ministerialensitz aufgegeben.
In den 1950er und 1960er Jahren wurden am Turmhügel keramische Lesefunde gemacht, die in die Zeit zwischen dem 12. und dem 14. Jahrhundert datiert wurden. Diese Lesekeramik besteht aus einheimischer, nachgedrehter rauhwandiger Drehscheibenware.
Die Burg, die wohl nur aus einem turmförmigen Gebäude bestand, wird vermutlich, wie der nur 1250 Meter südwestlich gelegene, ebenfalls abgegangene Burgstall Freudeneck, der Verwaltung des kaiserlichen Wildbannes vom Zeilberg gedient haben. Sie lag nahe der alten Hochstraße zwischen Bamberg und Thüringen und sie bot einen Blick in das dort breite Tal der Itz.

## Beschreibung
Die Burgstelle befindet sich auf 295 m ü. NHN Höhe an der Spitze eines zuerst nach Südosten, dann nach Osten gerichteten, langen Bergsporns, des Schlosshügels, der an das Tal der Itz grenzt. Im Süden wird der Sporn vom Tal eines periodisch fließenden Baches begrenzt, im Norden durch ein Trockental. Der Turmhügel liegt auf leicht abfallendem Wiesengelände im oberen Drittel des Berghanges und wird im Westen vom 308 m ü. NHN hohen Gipfelpunkt des Schlosshügels überhöht.
Der runde Turmhügel hat noch eine Höhe von 3 und einen Durchmesser von 30 bis 40 Metern. Der Hügel war einst von einem tiefen Ringgraben umgeben, der an der West- und an der Südseite noch 5 Meter breit, an den restlichen Seiten aber nicht mehr erhalten ist. Heute stehen auf dem Turmhügel zwei Obstbäume.